# Gaál Jenő (zeneszerző)
Gaál Jenő (Zólyom, 1900. június 16. – Budapest, 1980. június 8.) Erkel Ferenc-díjas magyar zeneszerző.  

## Életpályája
A Zeneművészeti Főiskolán Kodály Zoltán tanítványa volt, 1931-ben végzett. 1927. szeptember 26-án Budapesten házasságot kötött dr. Szabó Erzsébet biai születésű orvosnővel, 1928-ban elváltak. Felsőfokú tanulmányai után énekkarokat vezetett és magán-zenetanítással foglalkozott. Évtizedeken át kizárólag zeneszerzéssel foglalkozott. Szimfóniákat, vonósnégyeseket, zongoradarabokat írt.

## Főbb művei
- Szvit zenekarra (1934)
- Nyár, zenei kép zenekarra (1935)
- Vágyak, szimfonikus költemény (1940)
- Ember és halál, szimfonikus költemény (1940)
- Concertino, zongorára és zenekarra (1945)
- Rapszódia, zenekarra (1946)
- Zongoraverseny (1951)
- Scherzo zenekarra (1952)
- Adagio zenekarra (1952)
- II. szvit zenekarra (1954)
- I. szimfónia (1954–1955)
- A fekete földrész éneke, oratórium Nóbel I. és Bátori I. szövegére (1962)
- II. szimfónia (1964)
- Szonáta klarinétra és zongorára (1977)
- Exclamatio (1978)

## Díjai, elismerései
- Erkel Ferenc-díj (1956)